# Leon Loewenstein

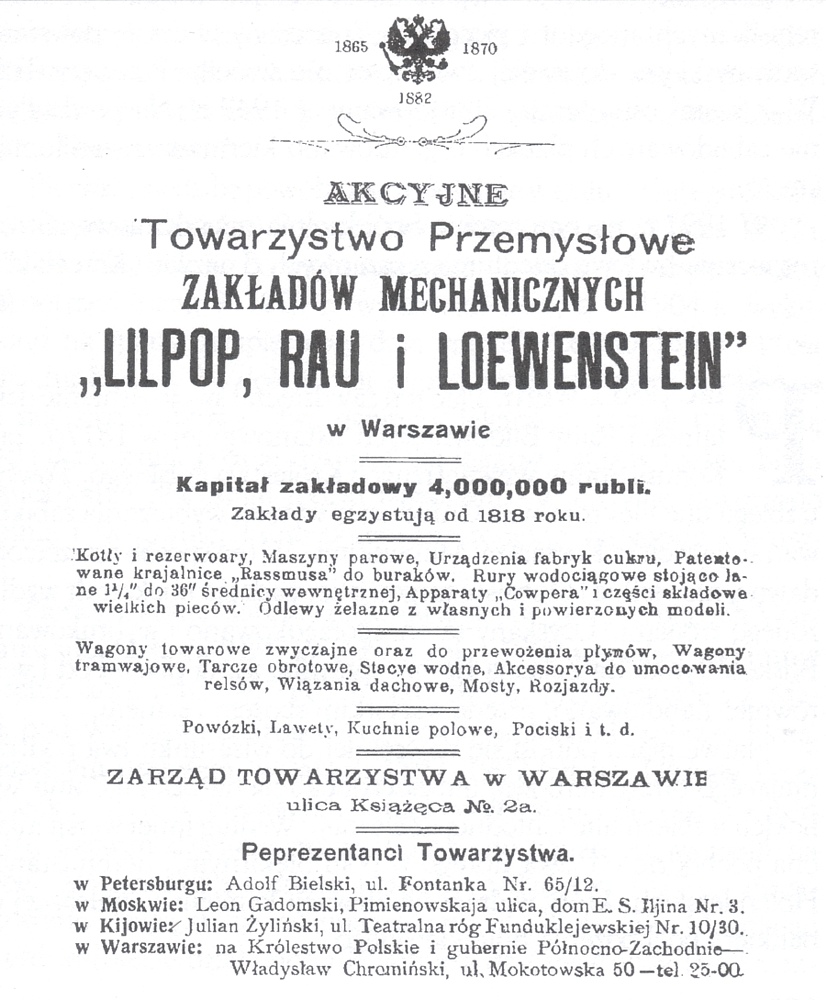
Reklama Towarzystwa Przemysłowego Lilpop, Rau i Loewenstein z 1882

Baron Leon Władysław Loewenstein (ur. 3 lipca 1836, zm. 23 września 1900) – polski przedsiębiorca i fabrykant żydowskiego pochodzenia.

## Życiorys
Urodził się jako syn Jakuba i Doroty z domu Kronenberg (siostry Leopolda). Był bratem Seweryna.
Był dyrektorem wyrobów tabacznych. W późniejszym czasie stał się współzałożycielem i współwłaścicielem zakładów Lilpop, Rau i Loewenstein w Warszawie.
W 1881 otrzymał od Wielkiego Księcia Saksonii-Coburg-Gotha Ernesta II Sachsen-Coburg-Gotha szlachectwo dziedziczne i tytuł baronowski.
Osiadł wraz z rodziną w Nicei, gdzie do dzisiaj znajduje się okazały grobowiec rodziny, a powstały z jego fundacji szpital nosi nazwisko Lenval, podobnie jak część plaży wokół tego szpitala.
Był żonaty z Marią Heleną Kronenberg (1853-1895, córką Henryka Andrzeja Kronenberga), z którą miał dwoje dzieci: Leona Mieczysława (ur. 1872) i Marię Katarzynę Dorotę (ur. 1873, żonę hrabiego Izydora Colonna-Czosnowskiego).
Pochowany na Cmentarzu Chateau w Nicei